# Pseudolaubuca
Pseudolaubuca es un género de peces de la familia Cyprinidae y de la orden Cypriniformes. Se encuentra en Asia. 

## Especies
- Pseudolaubuca engraulis (Nichols, 1925)
- Pseudolaubuca hotaya Đ. Y. Mai, 1978
- Pseudolaubuca jouyi (D. S. Jordan & Starks, 1905)
- Pseudolaubuca sinensis Bleeker, 1864

- Datos: Q1241131